# 퀸즈베리 (밴드)
퀸즈베리(Queensberry)는 독일의 팝 밴드이다.

## 디스코그래피
- 2008: Volume I (album)
- 2009: On My Own (album)
- 2012: Chapter 3 (album)

## 같이 보기
- 걸 그룹
- 팝스타스